# Spezzano Albanese
Spezzano Albanese (albanès Spixana) és un municipi italià, dins de la província de Cosenza. L'any 2007 tenia 7.220 habitants. És un dels municipis on viu la comunitat arbëreshë. Limita amb els municipis de Cassano allo Ionio, Castrovillari, Corigliano Calabro, San Lorenzo del Vallo, Tarsia i Terranova da Sibari.

## Administració
| Període | Identitat      | Partit        |
| ------- | -------------- | ------------- |
| 2006-   | Giovanni Cucci | Llista cívica |